# Nojim Maiyegun
Nojim Maiyegun (* 21. Februar 1941 in Lagos; † 26. August 2024 in Wien) war ein nigerianischer Mittelgewichtsboxer.

## Laufbahn
Vor seiner Profikarriere gewann er bei den Olympischen Spielen 1964 in Tokio die Bronzemedaille im Halbmittelgewicht, er verlor im Halbfinale gegen Joseph Gonzales aus Frankreich. Maiyegun war damit Nigerias erster olympischer Medaillengewinner. Ein weiterer Erfolg gelang ihm 1966, als er bei den British Empire and Commonwealth Games in Kingston einen weiteren dritten Platz belegte.
1971 wurde Maiyegun Profi und kämpfte fast ausschließlich in Deutschland und Österreich. Seine Karriere verlief ohne große Höhepunkte. Seine Kampfbilanz ist zwar positiv – zwölf Siege bei vier Punktniederlagen – dennoch kam seine Karriere nicht richtig in Fahrt. In erster Linie boxte er gegen unterklassige Gegner. Drei seiner Gegner kann man als wichtig bezeichnen: Jorge Fernández aus Argentinien, gegen den er im Juni 1972 verlor; Denny Moyer aus den USA, den er im Januar 1973 nach Punkten besiegte; und in seinem letzten Kampf im Dezember 1973 Domenico Tiberia aus Italien, gegen den er eine Punktniederlage bezog.
Später erblindete Maiyegun. Als Ursache vermuteten Ärzte heftige Kopftreffer beim Boxen. In seinen letzten Lebensjahren lebte er in Wien.